# Liberty or Death
Liberty or Death est un jeu vidéo de stratégie au tour par tour sorti en 1993 sur DOS, Mega Drive et Super Nintendo. Développé et édité par Koei, le jeu a été conçu par Stieg Hedlund. Le jeu simule la guerre d'indépendance des États-Unis. Le joueur incarne George Washington ou William Howe et tente de mener a bien la révolte des treize colonies d'Amérique du Nord contre le Royaume de Grande-Bretagne, ou au contraire d'y mettre fin. Il s'appuie sur un système de jeu similaire à celui de Nobunaga's Ambition. Il se déroule sur une carte des treize colonies, divisées en provinces, sur laquelle le joueur contrôle des officiers auxquels sont rattachées des unités militaires. Il doit également gérer le recrutement de nouvelles troupes et l'approvisionnement de ses unités.